# Serau kędzierzawy
Serau kędzierzawy (Capricornis crispus)) – gatunek ssaka z rodziny wołowatych (Bovidae). Został opisany naukowo przez Temmincka pod nazwą Antilope crispa.

## Występowanie
Gęste zarośla na skalistych zboczach Honsiu, Sikoku i Kiusiu (Japonia).

## Wygląd
Długość ciała 80–180 cm, wysokość w kłębie 50–94 cm, masa ciała 25–140 kg. U obu płci występują krótkie, spiczasto zakończone rogi osiągające 8–15 cm długości.

## Tryb życia
Żyją samotnie, w parach lub niewielkich grupach rodzinnych. Zajmowane terytoria znakują substancją wydzielaną przez dobrze rozwinięte gruczoły przedoczodołowe. Dojrzałość płciową osiągają ok. 2,5–3 lat. Ciąża trwa około 7 miesięcy. Samica rodzi jedno, rzadziej dwa młode. Serau kędzierzawy żyje do 20 lat. Żywi się głównie liśćmi.

## Status
W Czerwonej księdze gatunków zagrożonych IUCN serau kędzierzawy jest uznawany za gatunek najmniejszej troski (LC, ang. Least Concern).